# (33375) 1999 CD4
1999 CD4 (asteroide 33375) é um asteroide da cintura principal. Possui uma excentricidade de 0.18133430 e uma inclinação de 2.89525º.
Este asteroide foi descoberto no dia 9 de fevereiro de 1999 por Beijing Schmidt CCD Asteroid Program em Xinglong.